# Ślub Wiktorii Bernadotte, księżniczki koronnej Szwecji, i Daniela Westlinga
Ślub Wiktorii Bernadotte, księżniczki koronnej Szwecji, i Daniela Westlinga odbył się 19 czerwca 2010 roku w kościele św. Mikołaja (szw. Storkyrkan) w Sztokholmie. Wydarzenie to zostało opisane jako „największe królewskie wesele w Europie od czasu, gdy książę Walii ożenił się z Dianą Spencer w 1981 roku”.
Panna młoda, Wiktoria Bernadotte, była najstarszym dzieckiem króla Szwecji Karola XVI Gustawa, oraz jego żony, królowej Sylwii. Jako księżniczka koronna była następczynią tronu – zajmowała pierwsze miejsce w linii sukcesji do szwedzkiego tronu.
Pan młody, Daniel Westling, był wcześniej trenerem personalnym księżniczki. Nie pochodził ze szlacheckiej rodziny. Większość z jego przodków stanowili rolnicy z prowincji Hälsingland.

## Tło
Jako najstarsze dziecko króla Szwecji, Karola XVI Gustawa, po zmianach sukcesyjnych, która miała miejsce pod koniec lat 70. XX wieku, Wiktoria stała się następczynią szwedzkiego tronu. Mimo że chroniła swoją prywatność, media były bardzo zainteresowane jej życiem prywatnym. W maju 2002 roku pojawiły się doniesienia, że księżniczka ma nowego chłopaka, którym jest jej osobisty trener personalny, właściciel siłowni w Sztokholmie, Daniel Westling. Zaledwie dwa miesiące później, w lipcu 2002 roku, media po raz pierwszy opublikowały zdjęcie całującej się pary, które zostały zrobione w urodziny Caroline Kreuger, przyjaciółki Wiktorii. Początkowo uważano, że para po jakimś czasie zdecyduje się rozstać. Panowało wówczas powszechne przekonanie, że trener fitness nie jest odpowiednim kandydatem na męża przyszłej królowej Szwecji. Związkowi Wiktorii i Daniela przeciwny był również sam król. Pod jego wpływem Daniel rozpoczął naukę języków obcych oraz etykiety. Wraz ze zmianą wizerunku, media zaczęły z czasem postrzegać Westlinga jako niemal idealnego kandydata na księcia. Karol XVI Gustaw również przekonał się do wybranka swojej najstarszej córki. 24 lutego 2009 dwór królewski oficjalnie poinformował o zaręczynach pary.

## Data
Termin ślubu wyznaczono na 19 czerwca 2010 roku. Dzień 19 czerwca jest dość tradycyjnym wyborem, jeśli chodzi o śluby członków szwedzkiej rodziny królewskiej – 19 czerwca 1823 roku miał miejsce ślub Oskara I oraz Józefiny de Beauharnais, 19 czerwca 1850 roku – ślub Karola XV i Ludwiki Orańskiej, 19 czerwca 1976 roku – ślub Karola XVI Gustawa oraz Sylwii, rodziców księżniczki Wiktorii. Rok 2010 był natomiast bardzo istotny dla Szwedów, ponieważ właśnie w tym roku minęło dokładnie 200 lat od momentu, kiedy następcą szwedzkiego tronu został pochodzący z Francji, Jean Baptiste Bernadotte, który później stał się pierwszym panującym władcą z dynastii Bernadotte.

## Finanse
17 września 2009 roku ogłoszono, że pomiędzy styczniem a kwietniem 2010 roku będzie miała miejsce renowacja kościoła św. Mikołaja w Sztokholmie, a jej koszt wyniesie 12.4 milionów koron szwedzkich. Sam ślub kosztował ok. 20 milionów koron, z czego połowę zapłaciła szwedzka rodzina królewska, natomiast pozostałą część pokrył rząd szwedzki. Ogłoszono również, że rząd szwedzki zdecydował się podarować parze w ramach prezentu ślubnego pałac Haga.

## Love Stockholm 2010
24 listopada 2009 roku ogłoszono, że pomiędzy obchodami Święta Narodowego Szwecji, obchodzonego 6 czerwca, a zaślubinami, zaplanowanymi na 19 czerwca, będą dniami tzw. Love Stockholm 2010, w czasie których będą organizowane różnego rodzaju atrakcje dla Szwedów i turystów.

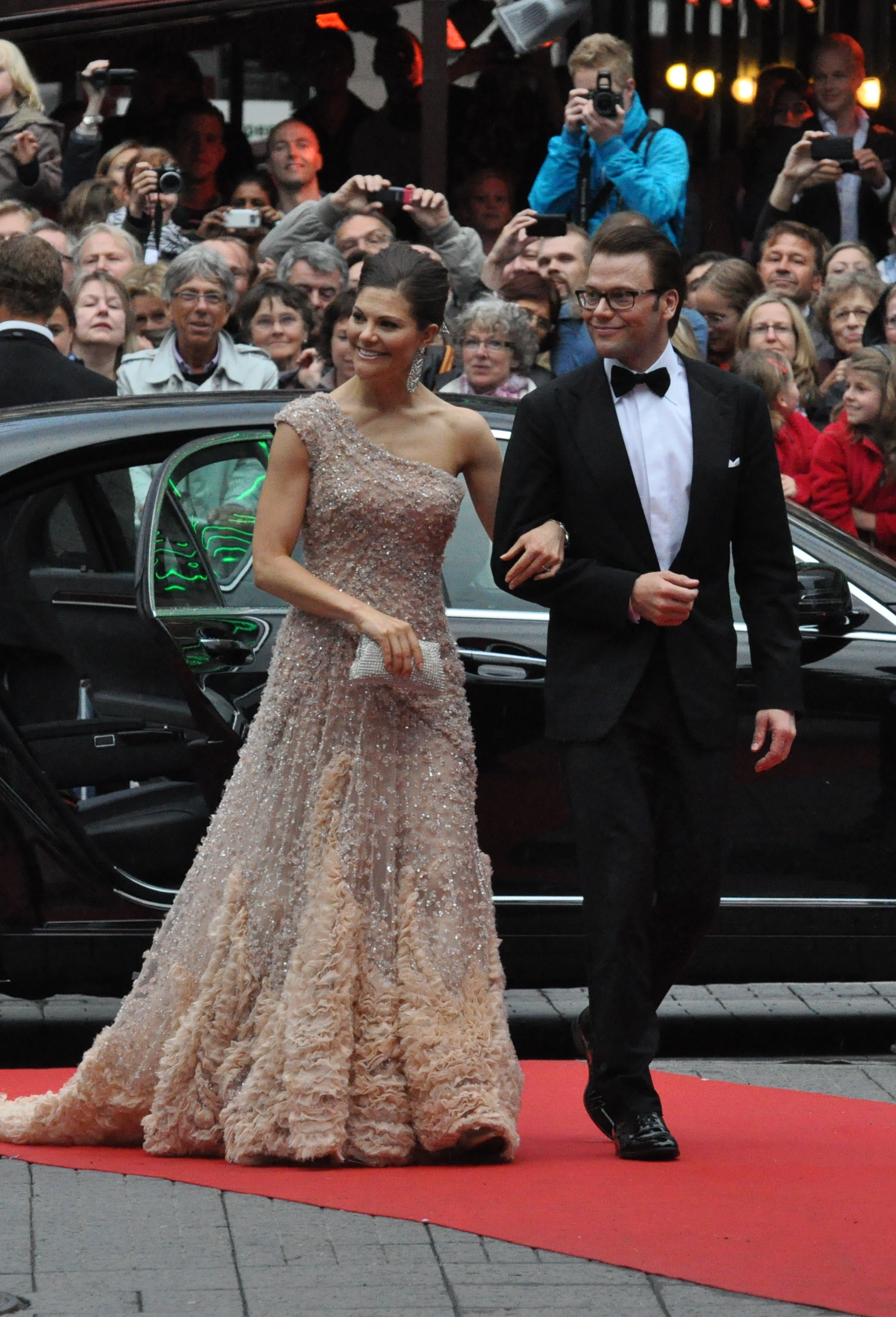
Przybycie Wiktorii i Daniela do Konserthusu w Sztokholmie (2010)

W przeddzień ślubu, 18 czerwca 2010 roku, odbył się koncert w Konserthusie w Sztokholmie. Został on zorganizowany przez Riksdag, czyli szwedzki parlament. Wystąpili tam m.in. Malena Ernman, Peter Jöback, Roxette, Sarah Dawn Finer, Lisa Nilsson, The Real Group i Szwedzka Królewska Orkiestra Filharmoniczna.

## Strój panny młodej
Wiktoria była ubrana w suknię ślubną z krótkimi rękawami i z wycięciem na plecach w kształcie litery V. W talii sukni znalazł się pas zapisany na perłowe guziki, który ukrywał odpinany tren o długości pięciu metrów. Strój księżniczki koronnej został zaprojektowany przez szwedzkiego projektanta, Pära Engshedena. Następczyni tronu nosiła tiarę Cameo, jeden z najpopularniejszych diademów, która tradycyjnie była zakładana przez panny młode związane ze szwedzką rodziną królewską – ostatni raz przez jej matkę, Sylwię, na jej ślubie w 1976 roku. Wiktoria założyła również welon, który jej zmarła babcia, Sybilla Koburg, otrzymała od najmłodszego syna Oskara II, Eugeniusza, który zaś otrzymał go od swojej matki, królowej Szwecji, Zofii Wilhelminy Nassau. We włosy panny młodej wpięto gałązkę mirtu z Sofiero, który przywiozła do Szwecji jej prababcia, Małgorzata Koburg.

## Uroczystość
Ceremonia zaślubin rozpoczęła się o godz. 15:30 czasu lokalnego w Kościele św. Mikołaja w Sztokholmie (szw. Storkyrkan). Nabożeństwo poprowadził arcybiskup Uppsali, Anders Wejryd. Wiktorię do ołtarza poprowadził ojciec, Karol XVI Gustaw. Doszli jednak tylko do połowy świątyni, w drugiej części księżniczka szła po błękitnym dywanie razem z narzeczonym. W ten sposób rodzina królewska wybrnęła z niewygodnej sytuacji: wcześniej przedstawiciele luterańskiego Kościoła Szwecji zwracali uwagę, że „prowadzenie córki przez ojca do ołtarza jest sprzeczne ze szwedzką tradycją równouprawnienia”.
Muzyką w czasie uroczystości zajął się Gustaf Sjökvist, który wcześniej był odpowiedzialny za muzykę na ślubie Karola XVI Gustawa i Sylwii, rodziców panny młodej. Podczas ceremonii Agnes Carlsson i Björn Skifs wykonali piosenkę When You Tell the World You're Mine (pol. „Kiedy mówisz światu, że jesteś moja/mój”). Utwór ten został napisany specjalnie na ślub, jako prezent dla młodej pary.
W wyniku zaślubin pan młody stał się Jego Królewską Wysokością księciem Szwecji, księciem Västergötlandu. Mężczyzna został również tego dnia, zaraz po ceremonii, odznaczony przez swojego teścia Orderem Królewskim Serafinów.

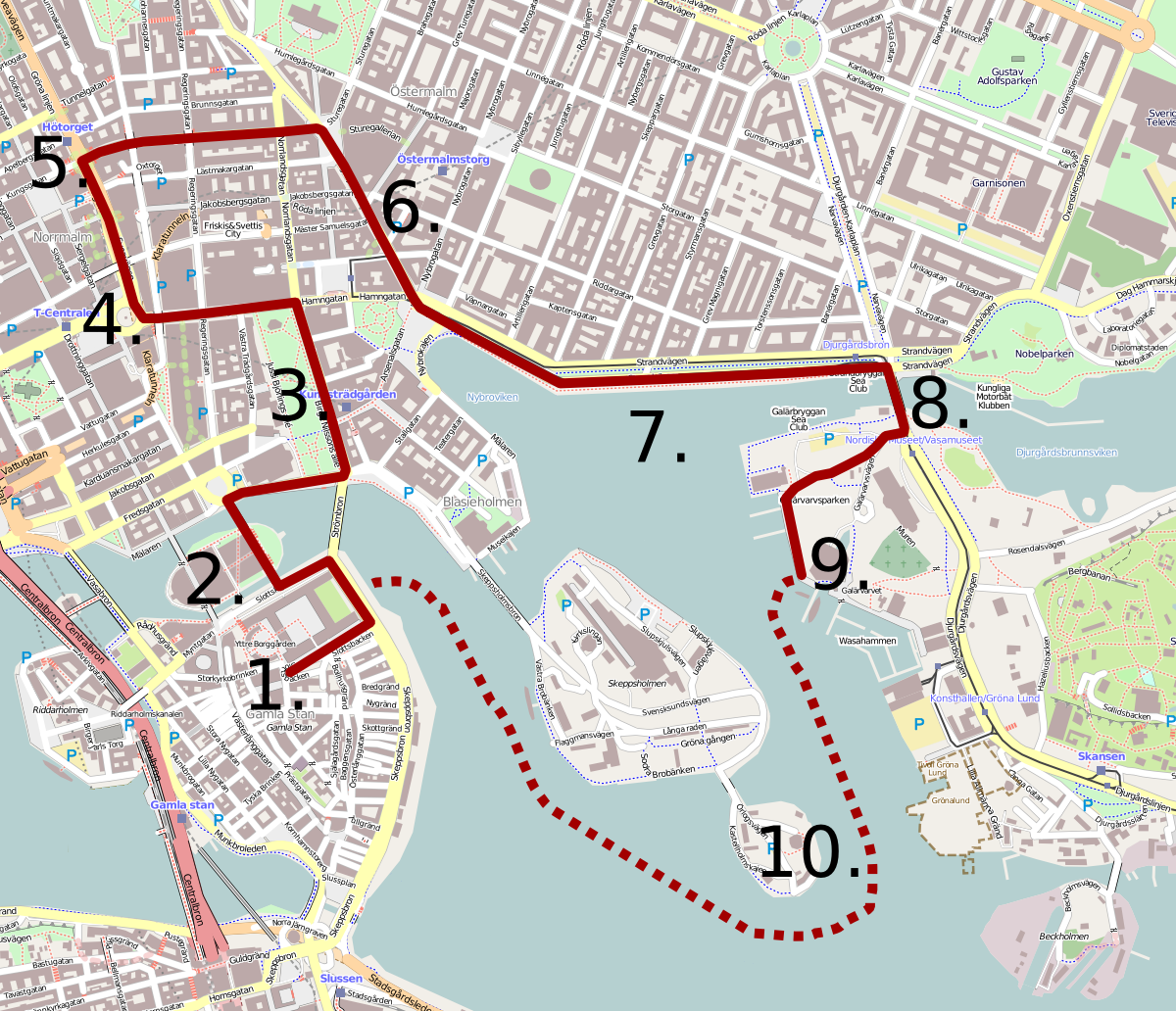
Mapa prezentująca drogę przejazdu karocy z nowożeńcami. 1. Kościół św. Mikołaja, 2. Helgeandsholmen, 3. Kungsträdgården, 4. Plac Sergela, 5. Konserthus, 6. Birger Jarlsgatan, 7. Strandvägen, 8. Most Djurgården, 9. Muzeum Vasa, 10. Kastellholmen.

Po uroczystości odbył się przejazd nowożeńców ulicami Sztokholmu – najpierw karetą, następnie Vasaorden (szwedzki typ barki). Szacuje się, że pół miliona ludzi zgromadziło się, aby obejrzeć nowożeńców na którymś fragmencie ich drogi, która miała prawie siedem kilometrów. Końcem trasy Wiktorii i Daniela był Pałac Królewski w Sztokholmie, gdzie na tarasie czekali na nich członkowie europejskich rodzin królewskich i inni goście. Odśpiewano hymn narodowy, a następnie przemówienie wygłosił ojciec panny młodej, król Szwecji, Karol XVI Gustaw, a następnie sama panna młoda. Pierwsze słowa Wiktorii do zebranego przy Pałacu Królewskim tłumu brzmiały: „Chciałabym zacząć od podziękowania Szwedom za podarowanie mi mojego księcia”.

## Bankiet weselny
W czasie uroczystości weselnej, która odbyła się w sali Rikshall w Pałacu Królewskim w Sztokholmie, miał miejsce pierwszy taniec pary młodej, a także krojenie 11-poziomowego tortu, który został przygotowany przez Szwedzkie Stowarzyszenie Piekarzy i Cukierników. Zawierał on wzory czterolistnej koniczyny oraz wafle czekoladowe na każdej warstwie.
W czasie bankietu przemówienie wygłosili ojcowie pary młodej, Karol XVI Gustaw i Olle Westling, a także sam pan młody. W swoim przemówieniu król Szwecji zwrócił się bezpośrednio do córki, mówiąc: „Nasz związek nie ogranicza się do tego między monarchą a jego następcą. Jestem twoim ojcem, a ty jesteś moją ukochaną córką. Nikt nie powinien myśleć inaczej, a moim jedynym życzeniem jest, abyś zawsze była szczęśliwa”.

## Goście

### Od panny młodej od strony ojca
- Król i Królowa, rodzice panny młodej
  - Książę Karol Filip, książę Värmlandu, brat panny młodej
  - Księżniczka Madeleine, księżna Hälsingland i Gästrikland, siostra panny młodej
- Księżniczka Małgorzata, pani Ambler, ciotka panny młodej ze strony ojca
  - James i Ursula Ambler, kuzyn panny młodej i jego żona
  - Edward i Helen Ambler, kuzyn panny młodej i jego żona
  - Baronowa Sibylla von Dinklage, pierwsza kuzynka panny młodej
    - Madeleine von Dincklage, druhna, kuzynka pierwszej linii panny młodej, po usunięciu
- Księżniczka Birgitta i książę Johann Georg Hohenzollern, ciotka i wujek panny młodej
  - Książę Carl Christian i księżniczka Nicole z Hohenzollern, kuzyn panny młodej i jego żona
  - Désirée i Eckbert von Bohlen und Halbach, kuzynka panny młodej i jej mąż
  - Książę Hubertus i księżniczka Ute Maria Hohenzollern, kuzyn panny młodej i jego żona
- Księżniczka Désirée, baronowa Silfverschiöld i baron Niclas Silfverschiöld, ciotka i wujek panny młodej
  - Baron Carl i baronowa Maria Silfverschiöld, kuzyn panny młodej i jego żona
  - Baronowa Christina Louise i baron Hans De Geer, kuzynka panny młodej i jej mąż
    - Ian De Geer, chłopiec na posyłki, kuzyn pierwszej linii panny młodej, po usunięciu

  - Baronowa Hélène Silfverschiöld, pierwsza kuzynka panny młodej
- Księżniczka Christina, pani Magnuson i pan Tord Magnuson, ciotka i wujek panny młodej
  - Gustaf Magnuson i Nathalie Ellis, kuzyn panny młodej i jego partnerka
  - Oscar Magnuson i Emma Ledent, kuzyn panny młodej i jego partnerka
  - Victor Magnuson i Frida Bergström, kuzyn panny młodej i jego partnerka
- Hrabina Marianne Bernadotte z Wisborga, cioteczna babcia panny młodej
  - Hrabia Michael i hrabina Christine Bernadotte z Wisborga, kuzyn pierwszej linii panny młodej i jego żona
    - Hrabina Kajsa Bernadotte z Wisborga, druga kuzynka panny młodej
- Hrabia Carl Johan i hrabina Gunnila Bernadotte z Wisborga, wujek i dziadek panny młodej ze strony ojca
- Hrabina Bettina Bernadotte z Wisborga i Philipp Haug, kuzynka drugiej linii panny młodej, oraz jej mąż
- Hrabia Björn i hrabina Sandra Bernadotte z Wisborga, kuzyn drugiej linii panny młodej i jego żona
- Madeleine Kogevinas, kuzynka drugiej linii panny młodej
- Hrabia Bertil Bernadotte z Wisborga i hrabina Jill Bernadotte z Wisborga, kuzyn drugiej linii panny młodej w drugim pokoleniu, oraz jego żona
- Dagmar von Arbin, kuzynka drugiej linii panny młodej